# Nicola Moietta

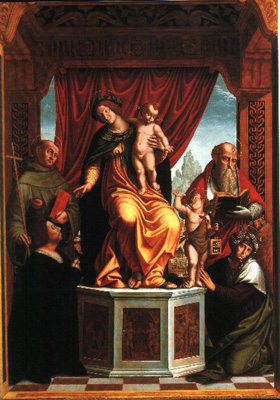
Vergine in trono col Bambino e san Giovannino tra i santi Francesco, Gerolamo, Elisabetta e un devoto

Nicola Moietta, anche noto come Nicola da Caravaggio (Caravaggio, ... – documentato nella prima metà del XVI secolo), è stato un pittore italiano.

## Biografia
Nonostante ci siano pervenute numerose sue opere, le ricerche documentarie legate alla sua biografia hanno fino dato risultati deludenti. La sua presenza risulta certamente documentata a Milano in due occasioni: nel febbraio 1510, quando sottoscrisse assieme ad altri colleghi una mozione di protesta avanzata da Fermo Tizzoni che si opponeva all'elezione di Giovan Pietro da Corte a priore della Scuola di San Luca; e nel 1522, quando è documentata una sua disputa con il pittore Niccolò Appiani.
Studi recenti ipotizzano che il pittore visse a Caravaggio, nel rione Vicinato, nella via che oggi reca il suo nome.
Resoconti documentari riportano la morte, il 6 maggio 1569, di tale Clara moglie del q[uondam] Nicolo Moitto, forse la moglie del pittore; tale data può costituire un utile terminus ante quem per la sua morte.

## Stile
Le sue opere denunciano, in generale, una forte dipendenza dalla scuola di Bernardino Butinone, pittore trevigliese di fine Quattrocento, grande ispiratore della cultura figurativa lombarda di quell'epoca.

## Opere principali
A partire dal 1965 si è diffusa un'ipotesi relativa a una forte collaborazione di Nicola Moietta con il maestro Bernardino Butinone nell'affrescazione delle Storie della Maddalena  nella chiesa di Santa Maria Maddalena di Camuzzago (Bellusco). Oggi si ritiene che il progetto sia da attribuire a Butinone, ma che in diverse parti lavorò in prima persona Moietta.
L'opera più significativa di Moietta pervenuta sino a noi è il ciclo di affreschi che adorna la cappella del battistero, nella basilica di Treviglio. Gli affreschi raffigurano le Storie della Vergine, Santo Stefano, San Lucio e il povero, San Francesco che riceve le stimmate, Sant'Antonio abate eremita, San Bernardo, San Sebastiano e l'Arcangelo Michele col demonio. In queste opere, autografate dallo stesso Moietta, appaiono ancora in modo esplicito le influenze di Butinone; lo stile risulta affine a quello del pittore lodigiano Alberto Piazza. Ad una fase più giovanile, di poco successiva agli affreschi di Camuzzago, sono attribuibili le decorazioni della volta (Dio Padre benedicente e un coro di angeli), i quattro Padri della Chiesa che si sporgono dai costoloni, gli otto Profeti e le otto Sibille.
Lo stesso stile delle decorazioni della basilica si ritrova in una predella del 1522 originariamente custodita nel monastero di Sant'Agostino di Treviglio, e oggi conservata nel locale Santuario della Madonna delle Lacrime; essa raffigura diversi episodi, fra cui l'Assedio di Treviglio. Al 1521 risale invece un'altra pala d'altare autografa, di impostazione monumentale, raffigurante la Vergine in trono col Bambino e san Giovannino tra i santi Francesco, Gerolamo, Elisabetta e un devoto; originariamente collocata nella chiesa di San Bernardino di Caravaggio, è oggi custodita nel Palazzo Municipale.
L'opera più monumentale dell'autore è certamente la pala della Adorazione dei pastori del 1529, recante la firma autografa di Moietta e conservata nella seconda cappella a sinistra della chiesa dei Santi Fermo e Rustico di Caravaggio. Inizialmente costituita da un'unica tavola, venne in seguito tagliata verticalmente e suddivisa in tre pannelli, uno centrale più grande (un tempo centinato) e due laterali minori. Ciò è testimoniato dalla presenza di numerosi dettagli pittorici che si collocano a cavallo dei pannelli adiacenti, come ad esempio la continuazione del corpo di un cane, a sinistra, e di un bue, a destra. Il carattere della Vergine e il forte chiaroscuro denunciano un'evidente influenza leonardesca.